# Онацкий, Николай Степанович

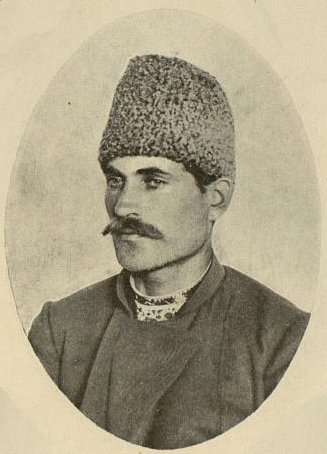
"Ярый украинофил" Николай Онацкий на одном из депутатских портретов, 1906 г.

Николай Степанович Онацкий (укр. Микола Степанович Онацький; 1878, село Борки, Гадячский уезд Полтавской губернии, Российская империя (ныне — Полтавская область, Украина) — 20 апреля 1907) — украинский казак и крестьянин, депутат Государственной думы I созыва от Полтавской губернии.

## Биография
Родился 1867 года в селе Борки, Гадячского уезда Полтавской губернии, Российская империя (ныне — Полтавская область, Украина). Украинец. Прошёл курс начальной сельской школы. В течение 4 лет на военной службе был старшим писарем при ротной канцелярии. Корреспондент Статистического бюро Полтавского губернского земства. Был приказчиком в экономии. Секретарь и товарищ председателя Борковского сельскохозяйственного общества, созданного в 1905 г. по его инициативе. Сторонник автономии Украины. Очень интересовался её историей. Член Украинской демократической партии.
14 апреля 1906 избран выборщиком на выборы в Государственную думу I созыва от съезда уполномоченных от волостей. Выборы проходили в губернском правлении. Всех выборщиков было 182, из них казаков и крестьян — 123 человека. Онацкий был избран в первый же день без проволочек и затруднений большинством голосов. Входил в Трудовую группу и Украинскую громаду. Член Аграрной комиссии. Выступал в прениях по поводу ответного адреса и по аграрному вопросу. Только Онацкий и депутат Аркадий Грабовецкий выступали в Думе на украинском языке, при этом председатель Думы С. А. Муромцев их не прерывал. По словам депутата Думы И. Л. Шрага на одном из собраний Онацкий сказал: «Каждый народ, а также 25 000 000 украинский, должен сам для себя законы издавать, а не из Петербурга их получать».
10 июля 1906 года в городе Выборге подписал «Выборгское воззвание».
Вернувшись на свой хутор, возвратился к своему традиционному труду.
Газета "Рідний край" сообщила "20 апреля [1907 года] в своём родном селе Борках  умер от кровотечения в лёгких бывший депутат 1-й Государственной Думы, член украинской парламентской фракции Николай Онацкий".

### Рекомендуемые источники
- Шраг I. Посол до першої Думи М. Онацький (спомини члена першої Думи). // Рідний край. 1907. 7 травня. № 18. С. 6.

### Архив
- Российский государственный исторический архив. Фонд 1278. Опись 1 (1-й созыв). Дело 60. Лист 11; Фонд 1327. Опись 1. 1905 год. Дело 141. Лист 92 оборот; Дело 143. Лист 106 оборот.